# Melasina incauta
Melasina incauta är en fjärilsart som beskrevs av Edward Meyrick 1914. Melasina incauta ingår i släktet Melasina och familjen säckspinnare. Inga underarter finns listade i Catalogue of Life.